# Список эпизодов телесериала «Древние»
Список серий американского телесериала «Древние» разработанного Джули Плек. Сериал стартовал 3 октября 2013 года. Это спин-офф шоу «Дневники вампира», в центре которого находятся несколько основных персонажей из сериала.
В сериале рассказывается о трёх первородных вампирах: Клаусе (Джозеф Морган), Элайдже (Дэниел Гиллис) и Ребекке (Клэр Холт), которые переезжают в Новый Орлеан. Выясняется, что оборотень Хейли (Фиби Тонкин) беременна от Клауса. Клаус намерен сместить своего протеже Марселя (Чарльз Майкл Дэвис), управляющего теперь Новым Орлеаном, и вернуть себе город, который когда-то основал.

## Обзор сезонов
| Сезон | Сезон | Эпизоды | Оригинальная дата выхода | Оригинальная дата выхода |
| Сезон | Сезон | Эпизоды | Премьера сезона          | Финал сезона             |
| ----- | ----- | ------- | ------------------------ | ------------------------ |
|       | Пилот | Пилот   | 25 апреля 2013           | 25 апреля 2013           |
|       | 1     | 22      | 3 октября 2013           | 13 мая 2014              |
|       | 2     | 22      | 6 октября 2014           | 11 мая 2015              |
|       | 3     | 22      | 8 октября 2015           | 20 мая 2016              |
|       | 4     | 13      | 17 марта 2017            | 24 июня 2017             |
|       | 5     | 13      | 18 апреля 2018           | 1 августа 2018           |

## Список серий

### Встроенный пилот
| № общий | № в сезоне | Название                      | Режиссёр     | Автор сценария | Дата премьеры  | Произв. код | Зрители в США (млн) |
| --- | ---------- | ----------------------------- | ------------ | -------------- | -------------- | ----------- | ------------------- |
| 86 | 20         | «The Originals» «Первородные» | Крис Грисмер | Джули Плек     | 25 апреля 2013 | 2J6670      | 2,24                |
| Клаус получает таинственный намек, что в Новом Орлеане замышляется что-то против него, и тогда он отправляется в город, который когда-то помогал строить вместе со своей семьей. Вопросы, которые он задает, приводят к воссоединению с его бывшим протеже по имени Марсель, харизматичным вампиром, который держит под контролем как людей, так и всех сверхъестественных существ Нового Орлеана. Элайджа твердо намерен помочь брату обрести искупление, поэтому отправляется за ним. Вскоре он узнает, что Хейли тоже отправилась во Французский квартал, чтобы узнать историю своей семьи, но попала в руки могущественной ведьмы по имени Софи. В это время в Мистик Фоллс Дэймон и Стефан продолжают воплощать свой план в отношении Елены, а Кэтрин неожиданно показывает Ребекке свою слабую сторону и просит её передать сообщение. |            |                               |              |                |                |             |                     |

### Сезон 1 (2013–14)
| № общий | № в сезоне | Название                                                      | Режиссёр       | Автор сценария                        | Дата премьеры   | Произв. код | Зрители в США (млн) |
| --- | ---------- | ------------------------------------------------------------- | -------------- | ------------------------------------- | --------------- | ----------- | ------------------- |
| 1 | 1          | «Always and Forever» «Всегда и навечно»                       | Крис Грисмер   | Майкл Нардуччи и Джули Плек           | 3 октября 2013  | 2J7802      | 2,21                |
| Данный эпизод повторяет события 20 эпизода 4 сезона «Дневников вампира», но с точки зрения Элайджи. Раскрываются некоторые нюансы, показывающие эти событие более полно. В конце эпизода Клаус и Хейли остаются в особняке, 300 лет назад принадлежавшем губернатору Нового Орлеана. Элайджа был заколот магическим клинком и предположительно заключен в гроб. |            |                                                               |                |                                       |                 |             |                     |
| 2 | 2          | «House of the Rising Son» «Дом мятежного сына»                | Брэд Тёрнер    | Дайан Адему-Джон и Деклан де Барра    | 8 октября 2013  | 2J7801      | 1,92                |
| Ребекка приезжает в Новый Орлеан, чтобы найти Элайджу. По дороге она убивает несколько вампиров, что очень беспокоит Марселя. Клаус тем временем реализует внедрение в стан Марселя шпиона в лице новообращенного. Марсель начинает встречаться с барменшей Ками, не подозревая что та тоже находится под внушением Клауса. Раскрываются подробности знакомства Марселя и Клауса. |            |                                                               |                |                                       |                 |             |                     |
| 3 | 3          | «Tangled Up In Bluе» «Заплутав в печали»                      | Крис Грисмер   | Эшли Лайл и Барт Никерсон             | 15 октября 2013 | 2J7803      | 2,22                |
| Ребекка и Клаус серьезно намерены вернуть тело Элайджи, которое находится у Давины. Проблема в том, что Ребекка не помнит, где она могла видеть Давину раньше. Ребекка отправляется к той самой ведьме, у которой Хейли покупала аконит, чтобы избавиться от ребенка. Ведьмой оказывается Кэти — возлюбленная вампира Тьерри, который в свою очередь является правой рукой Марселя. Тогда Клаус придумывает план: ведьма Софи скроет заклинание поиска за магией Кэти. Для этого он выпускает кровь у одного из подручных Марселя и внушает ему напасть на Кэти во время погрома в квартале ведьм, который сам же Клаус уговорил Марселя устроить. Тьерри убивает этого вампира, а значит нарушает главное правило — не убивать себе подобных. В результате всех манипуляций Клауса, Кэти казнена, а Тьерри замурован в стене. Софи не успевает найти Давину. |            |                                                               |                |                                       |                 |             |                     |
| 4 | 4          | «Girl in New Orleans» «Девушка в Новом Орлеане»               | Джесси Уорн    | Мишель Пэрадайз и Майкл Нардуччи      | 22 октября 2013 | 2J7804      | 2,23                |
| Давине удается уговорить Марселя выпустить её в город. Тем временем Клаус с помощью внушения заставляет Ками работать на него. Ребекка не теряет надежды найти убежище Давины, и в конце концов ей это удается. Умело шантажируя Давину, Клаус ставит её в безвыходное положение и пробуждает в ней недоверие к Марселю, пытаясь перетянуть её на свою сторону. Тем временем ведьмы заманивают Хейли в лес и устраивают нападение на неё. Ребекка приходит ей на помощь, но нападающие берут числом. Хейли спасает неизвестный. Она возвращается полностью исцеленной, но не помнит, кто её спас. Клаус приходит к Ками, и у них происходит душераздирающий разговор. А Давину ожидает встреча с Элайджей, которого она воскресила по собственной неосторожности и который готов предложить ей сделку. |            |                                                               |                |                                       |                 |             |                     |
| 5 | 5          | «Sinners and Saints» «Святые и грешники»                      | Крис Грисмер   | Маргарит МакИнтайр и Джули Плек       | 29 октября 2013 | 2J7805      | 2,05                |
| Пока Элайджа ведет беседу с Давиной, Клаус и Марсель встречаются со связным, который может рассказать о нападении оборотня на ведьм и спасении Хейли. Софи, Хейли и Ребекка идут на место преступления, чтобы собрать прах павших ведьм. Частично от Софи, частично от Давины, частично от Марселя раскрываются события 8-месячной давности: ведьмы проводили ритуал Жатвы, чтобы воскресить своё волшебство, а Софи была любовницей Марселя. Для Жатвы были избраны 4 молодые ведьмы, в том числе племянница Софи и Давина. Как выяснилось, ведьмы обманули избранниц и убили всех, кроме Давины, которую спас Марсель. С тех пор первородной семье вампиров становится известно, что война между ведьмами и вампирами - это борьба за Давину и за семью. Также раскрывается подробности резни в церкви - брата Ками сглазила ведьма и он всех убил, включая себя. |            |                                                               |                |                                       |                 |             |                     |
| 6 | 6          | «Fruit of the Poisoned Tree» «Плод ядовитого дерева»          | Майкл Алловиц  | Чарли Чарбонно и Дайан Адему-Джон     | 5 ноября 2013   | 2J7806      | 2,03                |
| Когда Клаус узнает, что жизнь Хейли в опасности, он доходит до крайности в попытке защитить её и их нерожденного ребенка. С трудом справляясь с трагическими событиями своего прошлого, Ками обращается к отцу Кирану за наставлением. Чувствуя, что никому нельзя доверять, Марсель идет к старому другу за советом, а Давина начинает учиться контролировать свою магию. Клаус сообщает неожиданные новости отцу Кирану. |            |                                                               |                |                                       |                 |             |                     |
| 7 | 7          | «Bloodletting» «Кровопролитие»                                | Джеффри Хант   | Майкл Руссо и Майкл Нардуччи          | 12 ноября 2013  | 2J7807      | 2,40                |
| Когда некто из прошлого Хейли делает поразительное признание, её беспокойство за себя и ребёнка возрастает. На фоне растущего взаимного напряжения, Клаус и Элайджа обращаются к Сабине за помощью в поисках Хейли, которая исчезла без следа. В конце пути, проделанного вглубь болот, Клауса ждет удивительная и опасная встреча с нежданным гостем. Между тем Давина устанавливает поразительную связь, а Марсель делает Ребекке заманчивое предложение, которое не оставит её равнодушной. |            |                                                               |                |                                       |                 |             |                     |
| 8 | 8          | «The River in Reverse» «Повернуть время вспять»               | Джесси Уорн    | Деклан де Барра и Джули Плек          | 26 ноября 2013  | 2J7808      | 2,38                |
| Ребекка сталкивается с трудным решением. Элайджа борется с последствиями недавней встречей с Клаусом. Хейли остается на его стороне, но вскоре появляется загадочная фигура, которая проливает свет на её прошлое. Между тем, разочарованная Ками пытается осмыслить загадочное сообщение. Наконец, когда ничего не подозревающий Марсель узнаёт о тёмных делишках Клауса, противостояние заканчивается удивительным образом. |            |                                                               |                |                                       |                 |             |                     |
| 9 | 9          | «Reigning Pain in New Orleans» «Бремя власти в Новом Орлеане» | Джошуа Батлер  | Эшли Лайл и Барт Никерсон             | 3 декабря 2013  | 2J7809      | 2,33                |
| Марсель, глубоко взволнованный недавними событиями, удивлен, что Клаус откровенно рассказывает о своих опрометчивых поступках. Ками пытается расшифровать найденные загадочные послания и расстраивается, когда узнаёт кое-что из прошлого Клауса. Благодаря загадочному стечению обстоятельств группа людей берёт контроль над ситуацией, что приводит к ожесточению противоборства кланов. Хейли узнаёт о плане удара по оборотням, живущих у реки, и обращается к Элайдже с Ребеккой за помощью. В лагере оборотней их ждёт шокирующее открытие. |            |                                                               |                |                                       |                 |             |                     |
| 10 | 10         | «The Casket Girls» «Девушки с характером»                     | Джесси Уорн    | Чарли Чарбонно и Мишель Парадайз      | 14 января 2014  | 2J7810      | 2,07                |
| В то время как во Французском Квартале полным ходом идет подготовка к ежегодному фестивалю «Невесты колонистов», измученная Ками всё ещё пытается с помощью Давины освободиться от внушения Клауса. Элайджа неожиданно объединяется с Марселем, а Клаус приступает к выполнению своего плана по привлечению Давины на свою сторону. Как только становится известно о том, что Давина пропала, Софи пускается её разыскивать. Внезапный телефонный звонок вынуждает Хейли принять тяжелое решение. Заручившись поддержкой кого-то из прошлого Марселя, Ребекка начинает действовать. |            |                                                               |                |                                       |                 |             |                     |
| 11 | 11         | «Après Moi, Le Déluge» «После нас хоть потоп»                 | Лесли Либман   | Маргарит МакИнтайр и Дайан Адему-Джон | 21 января 2014  | 2J7811      | 2,51                |
| Давина тяжело заболевает, что незамедлительно сказывается на всем Французском Квартале. Марсель, Клаус, Элайджа и Ребекка бросаются выяснять, что происходит. Софи обращается к остальным, имея на руках поразительную информацию о праздновании Урожая и радикальный план спасения Давины. Тем временем, Хейли чувствует вину за то, что выложила Элайдже правду о своей роли в плане Софи. В конечном итоге, последовательность непредвиденных событий сотрясает Французский Квартал. |            |                                                               |                |                                       |                 |             |                     |
| 12 | 12         | «Dance Back From the Grave» «Танец восставших из мертвых»     | Роб Харди      | Майкл Руссо и Майкл Нардуччи          | 28 января 2014  | 2J7812      | 2,32                |
| В свете недавних событий Марсель всё ещё зол и отказывает Клаусу в помощи, когда в Котле обнаруживается ужасная находка. Наткнувшись возле доков на останки жертвоприношения, Ребекка встревожена, поскольку понимает, что это дело рук страшного ведьмака, которого они знали в прошлом. Едва услышав, что Ребекка может быть в опасности, Элайджа и Хейли отправляются на её поиски. В баре «У Руссо» Ками утешает Марселя, открывшего ей некоторые подробности своего прошлого, но с появлением неожиданного посетителя всё быстро выходит из-под контроля. В довершение всего - ожесточенное противоборство, где Клаус сталкивается с могучей, не имеющей себе равных силой, превосходящей его. |            |                                                               |                |                                       |                 |             |                     |
| 13 | 13         | «Crescent City» «Город полумесяца»                            | Крис Грисмер   | Майкл Нардуччи и Джули Плек           | 4 февраля 2014  | 2J7813      | 2,10                |
| На открытии церкви Святой Анны отец Киран обнаруживает, что его дела плохи. Марсель и Ребекка сильно обеспокоены тем, что их секреты, которые они скрывали почти сотню лет, могут быть раскрыты. Софи шокирована открытием, которое сделала на кладбище, но вскоре она понимает, что не всё не так, как кажется. Перед полнолунием Хейли посвящает Ребекку в свой план: организовать вечеринку для своего клана оборотней, но все принимает опасный оборот, когда появляются незваные гости. Ками приходится принять сложное решение, связанное с безопасностью отца Кирана. Элайдже приходится выбирать между Хейли и родными братом и сестрой. В итоге, когда один из его планов проваливается, Клаус принимает радикальные меры, которые приводят к опасным последствиям для каждого из участников. |            |                                                               |                |                                       |                 |             |                     |
| 14 | 14         | «Long Way Back from Hell» «Долгая дорога из ада»              | Мэтт Гастингс  | Эшли Лайл и Барт Никерсон             | 25 февраля 2014 | 2J7814      | 1,83                |
| Женевьева удерживает Ребекку и Клауса в старом госпитале, с которым связаны события их жизни в 20-х годах. Она заставляет Ребекку вспоминать то время и показывает Клаусу кто на самом деле вызвал Майкла в Новый Орлеан. В это время Элайджа и Марсель, пытаясь спасти Клауса и Ребекку, разгадывают послание Селесты которое приводит их в тот самый госпиталь. |            |                                                               |                |                                       |                 |             |                     |
| 15 | 15         | «Le Grand Guignol» «Гран-Гиньоль»                             | Крис Грисмер   | Деклан де Барра и Дайан Адему-Джон    | 4 марта 2014    | 2J7815      | 1,80                |
| Элайджа просит Ками присмотреть за Клаусом, пока сам ищет Сабину. Хейли пытается заставить Сабину отменить проклятье, наложенное ею на стаю оборотней. Пока Ками присматривает за Клаусом, тот рассказывает ей о событиях, произошедших в 1920-х годах. Пытаясь скрыться от гнева Клауса, Ребекка и Марсель просят помощи у Тьерри. Они хотят воскресить Давину, но для этого им нужно убить ведьму, занявшую её место. |            |                                                               |                |                                       |                 |             |                     |
| 16 | 16         | «Farewell to Storyville» «Прощание с городом»                 | Джесси Уорн    | Майкл Нардуччи                        | 11 марта 2014   | 2J7816      | 1,73                |
| Клаус намерен убить Ребекку за то, что та вызвала Майкла в Новый Орлеан, а Элайджа намерен во что бы то ни стало защитить её. В это время Марсель пытается найти способ снять наложенное на кладбище заклинание и открыть ловушку, в которую попали первородные вампиры. Марсель обращается за помощью к Женевьеве и та снимает заклинание. После долгих разговоров и взаимных обвинений Клаус и Ребекка находят взаимопонимание и Клаус отпускает Ребекку. Вернувшись в город, Элайджа прогоняет Марселя из Французского квартала. Ребекка, простившись с родными, покидает Новый Орлеан. |            |                                                               |                |                                       |                 |             |                     |
| 17 | 17         | «Moon Over Bourbon Street» «Луна над Бурбон Стрит»            | Майкл Робинсон | Мишель Парадайз и Кристофер Холлиер   | 18 марта 2014   | 2J7817      | 1,53                |
| Прошёл месяц с момента отъезда Ребекки. Элайджа берёт на себя ответственность за спокойное сосуществование в Новом Орлеане вампиров, ведьм и людей. На собранном им совете решено провести границы в городе, но в обсуждение вмешивается Хейли с требованием учесть оборотней, так как проклятие стаи разрушено. Ками просит Клауса решить проблему с проклятьем отца Кирана. В это время Марсель строит планы по возвращению себе власти над городом. На вечеринке, устроенной в честь примирения сторон, Клаус говорит Джексону, что хочет вернуть оборотням власть над Новым Орлеаном и предлагает избавиться от проклятия Луны. |            |                                                               |                |                                       |                 |             |                     |
| 18 | 18         | «The Big Uneasy» «Большой переполох»                          | Лесли Либман   | Маргарит МакИнтайр и Майкл Руссо      | 15 апреля 2014  | 2J7818      | 1,52                |
| Через Моник предки передали, что пришло время завершить ритуал жатвы, что означает смерть Женевьевы, но она решает отложить время своей смерти. Женевьева просит у Элайджи и Клауса разрешения провести праздник в честь воскреснувших девушек. Тем временем к дому, где находится Хейли приезжают оборотни с разных стай, и Клаус просит Оливера найти одного из своих родственников-оборотней. Хейли заставляет Оливера и Джексона рассказать ей о договоре, заключённом с Клаусом. На праздник Элайджа собирает все стороны, заключившие договор о перемирии. Моник считает, что Давине уделяют слишком много внимания на празднике, и Женевьева решает поставить Давину на место. В разгар праздника все собравшиеся получают неожиданное послание от Марселя. |            |                                                               |                |                                       |                 |             |                     |
| 19 | 19         | «An Unblinking Death» «Спокойная смерть»                      | Келли Сайрус   | Эшли Лайл и Барт Никерсон             | 22 апреля 2014  | 2J7819      | 1,50                |
| Клаус разыскивает книгу с заклинаниями, принадлежавшую его матери. Ками находит способ, который, возможно, излечит отца Кирана от наложенного на него проклятия. Марсель предлагает Ками свою поддержку, но та отказывается, и тогда он просит Клауса поддержать её. На стаю оборотней совершено нападение, Хейли подозревает, что за этим стоит Марсель и намерена разобраться с ним. Выяснив, где он может находиться, Хейли просит помощи Клауса, но тот в это время находится с Ками и отцом Кираном. Ив тяжело ранена и Элайджа предлагает исцелить её с помощью его крови. |            |                                                               |                |                                       |                 |             |                     |
| 20 | 20         | «A Closer Walk with Thee» «Идти с тобой рядом»                | Сильвен Уайт   | Карина Маккензи и Джули Плек          | 29 апреля 2014  | 2J7820      | 1,77                |
| Клаусу снятся странные сны об отце, которые пугают его. Элайджу преследуют те же видения. Братья подозревают, что за этим стоит Женевьева. На похоронах отца Кирана Франческа просит у Ками ключ, который хранился у него. Позже Ками выясняет, что этот ключ находится у Марселя. Давина решает призвать дух Тима, но вместо него к ней является Майкл. Моник накладывает на Хейли заклинание, и она умирает. Попав в потусторонний мир, Хейли встречает Майкла, который хочет её убить. Женивьева, отменив заклинание Моник, спасает Хейли. Флешбеки показывают историю обращения Марселя в вампира. |            |                                                               |                |                                       |                 |             |                     |
| 21 | 21         | «The Battle of New Orleans» «Битва за Новый Орлеан»           | Джеффри Хант   | Чарли Чарбонно и Майкл Нардуччи       | 6 мая 2014      | 2J7821      | 1,44                |
| Марсель берёт в заложники Оливера и Джексона, которые везут Клаусу необходимые ингредиенты для создания лунных колец, и пытает их, чтобы узнать о планах Клауса. Узнав, что решил Клаус, Марсель собирает всех вампиров во Французском квартале, решив восстановить контроль над городом. Франческа даёт Ками сутки на поиск ключа, а Ками, расшифровав код, находит тайную комнату отца Кирана и информацию о семье Франчески. Женевьева делает заклинание, но вместо того, чтобы отдать камни Хейли, она передаёт их Франческе, которая, как оказалось, принадлежит семье оборотней, истреблённых Марселем. |            |                                                               |                |                                       |                 |             |                     |
| 22 | 22         | «From a Cradle to a Grave» «Из колыбели в могилу»             | Мэтт Гастингс  | Дайан Адему-Джон                      | 13 мая 2014     | 2J7822      | 1,76                |
| У Хейли рождается дочь, но ведьмы забирают её для жертвоприношения, а саму Хейли убивают. Тем временем Давина пытается спасти Джоша и Марселя с помощью крови Клауса, но её оказывается недостаточно, и Марсель решает пожертвовать собой. Клаус и Элайджа в поисках ребёнка попадают в ловушку ведьм. Хейли оживает, так как в момент её смерти в организме была кровь ребёнка, и приходит на кладбище, где ведьмы совершают ритуал. Вместе с первородными Хейли находит место жертвоприношения, и с помощью Марселя они останавливают ритуал. Марсель возвращается во французский квартал, забрав с собой ребёнка. Давина возвращает к жизни Майкла, но запирает его на чердаке, собираясь сделать из него своё секретное оружие. Чтобы спасти ребёнка от преследования ведьм, Хейли и Клаус принимают решение инсценировать её смерть, заручившись поддержкой Марселя. Пока Хейли и Элайджа скорбят у мемориала, Клаус отвозит дочь на окраину города и передаёт её Ребекке с просьбой защитить малышку. |            |                                                               |                |                                       |                 |             |                     |

### Сезон 2 (2014–15)
| № общий | № в сезоне | Название                                                    | Режиссёр       | Автор сценария                           | Дата премьеры   | Произв. код | Зрители в США (млн) |
| --- | ---------- | ----------------------------------------------------------- | -------------- | ---------------------------------------- | --------------- | ----------- | ------------------- |
| 23 | 1          | «Rebirth» «Перерождение»                                    | Лэнс Андерсон  | Джули Плек и Маргарит МакИнтайр          | 6 октября 2014  | 3J5201      | 1,36                |
| После месяцев отсиживания в своем доме Клаус заручается помощью Элайджи и Марселя, чтобы спланировать месть оборотням Геррера, и клянется уничтожить любого, кто будет представлять угрозу для малышки Хоуп. Элайджа беспомощно наблюдает, как Хейли скатывается по наклонной, переживая разлуку с дочерью и пытаясь приспособиться к новой жизни в качестве гибрида. Марсель, изгнанный из Французского квартала захватившим власть кланом Геррера, все еще не оправился от гибели своей вампирской семьи и пытается восстановить дом с помощью Джоша. Ками старается хотя бы частично вернуться к нормальной жизни и ищет поддержку в неожиданном месте. Давина придерживается своего плана использовать Майкла против Клауса, но отвлекается, когда встречает таинственного и очаровательного Калеба, у которого тоже есть кое-какие секреты. |            |                                                             |                |                                          |                 |             |                     |
| 24 | 2          | «Alive and Kicking» «Живы-здоровы»                          | Джеффри Хант   | Мишель Парадайз и Майкл Нардуччи         | 13 октября 2014 | 3J5202      | 1,29                |
| Поскольку напряжение между Элайджей и Хейли все возрастает, Клаус вмешивается и предлагает Хейли вернуть своё положение в стае оборотней. Майкл, все еще находящийся под контролем Давины, испытывает нетерпение, пока она пытается освоить заклинание, которое сможет защитить её близких. Элайджа просит Марселя помочь ему раздобыть очень важную часть информации и это вынуждает его вспомнить давние времена, когда вампиры были в лучших отношениях. Давина и Калеб оказываются в опасной ситуации, после того как объявляются незваные гости и портят им ужин. И наконец, у Клауса появляются подозрения, когда встреча с Кэсси проходит не по плану. |            |                                                             |                |                                          |                 |             |                     |
| 25 | 3          | «Every Mother's Son» «Мамины дети»                          | Дермотт Даунс  | Кристофер Холлиер                        | 20 октября 2014 | 3J5203      | 1,27                |
| Когда Клаус и Элайджа получат загадочное приглашение на ужин от их матери Эстер, продолжающей существовать в теле девушки с ритуала Жатвы Кэсси, они будут готовиться к худшему. При помощи ведьмы Леноры, Клаус, Элайджа и Хейли пытаются опередить Эстер на один шаг, но происходящее приобретает неожиданный оборот. В то время как Элайджа вынужденно объединяется с Джией, Хейли раздумывает над соблазнительным предложением относительно своего нового статуса в качестве Гибрида после удивительной встречи с Эстер. В итоге, Эстер открывает шокирующий секрет о детстве Клауса и открывает свои планы на счет своих детей. |            |                                                             |                |                                          |                 |             |                     |
| 26 | 4          | «Live and Let Die» «Живи и дай умереть»                     | Джеффри Хант   | Эшли Лайл и Барт Никерсон                | 27 октября 2014 | 3J5204      | 1,31                |
| Понимая, что это всего лишь вопрос времени, когда Клаус придет за ними, Давина и Майкл отправляются в её семейный домик в лесу. Когда Хейли узнает, что Винсент вербует молодых, ничего не подозревающих подростков для того, чтобы создать армию оборотней, она обращается за помощью к Элайдже и Марселю, чтобы спасти ребят. После того, как Ками непреднамеренно раскрывает Клаусу местонахождение Давины, она увязывается за ним в попытке понять настоящую причину его укоренившейся мести к своим родителям. По настоянию своей матери, Калеб ищет Давину для того, чтобы найти пропавший кол из белого дуба, но у него происходит неприятное столкновение. В конце, Джош, который продолжает бороться со своей вампирской сущностью, находит неожиданного союзника. |            |                                                             |                |                                          |                 |             |                     |
| 27 | 5          | «Red Door» «Красная дверь»                                  | Майкл Робинсон | Деклан де Барра и Дайан Адему-Джон       | 3 ноября 2014   | 3J5205      | 1,09                |
| Чтобы показать Элайдже, что её план – лучший выход для него, Эстер вынуждает пережить старые времена, когда он был влюблен в девушку по имени Татия. При помощи Марселя Хейли намерена найти Элайджу, который куда-то пропал, но она оказывается в замешательстве, когда узнает, что Клаус попал в беду. Ками оказывается в опасной ситуации, когда Майкл берет её в заложницы, чтобы выманить Клауса, а Давина сделает разочаровывающее её открытие относительно настоящей сущности Калеба. Жестокое противостояние возникнет при встрече Клауса и Майкла лицом к лицу. |            |                                                             |                |                                          |                 |             |                     |
| 28 | 6          | «Wheel Inside the Wheel» «Колесо в колесе»                  | Мэтт Гастингс  | Майкл Руссо и Майкл Нардуччи             | 10 ноября 2014  | 3J5206      | 1,46                |
| Сытый по горло её выходками, Клаус волнуется и требует, чтобы Эстер, захватившая Элайджу, освободила его. Тем не менее, Эстер открывает несколько темных секретов из прошлого Клауса, пытаясь сделать ему предложение, от которого он не сможет отказаться. Между тем, Оливер попадает в опасную ситуацию, побуждая Хейли, восстановить связь с Джексоном, который начал новую жизнь в протоке. С другой стороны, Ками, которая до сих пор считает, что смерть малышки Хоуп была её виной, объединяется с Марселем и Джиа после того, как она стала подозревать консультанта её факультета Винсента. Наконец, в удивительном повороте событий, Клаус встречается лицом к лицу с гостем из своего прошлого. |            |                                                             |                |                                          |                 |             |                     |
| 29 | 7          | «Chasing the Devil's Tail» «Поймать дьявола за хвост»       | Джесси Уорн    | Карина Эдли МакКензи и Кристофер Холлиер | 17 ноября 2014  | 3J5207      | 1,44                |
| Когда Клаус обнаруживает, что Элайджа сокрушен магией Эстер, он направляется в протоку в поисках противоядия, но быстро понимает, что не он один. Вооружившись информацией, собранной Эйданом, Хейли объединяется с ним, Марселем, Ками и Джошем. Они начинают планировать как сокрушить Винсента, используя единственную его слабость. Тем временем, вместе с Эстер, настроенной осуществить свой план, Винсент и Калеб вынуждены пересмотреть свои стратегии. Заинтригованный непрерывными попытками Давины создать разрывающие заклинание, Калеб открывает ей некоторые секреты из своего прошлого и приводит её к месту, которое он часто посещал в 1914 году. |            |                                                             |                |                                          |                 |             |                     |
| 30 | 8          | «The Brothers That Care Forgot» «Братья, лишённые заботы»   | Майкл Алловиц  | Чарли Шарбонно и Мишель Парадайз         | 24 ноября 2014  | 3J5208      | 1,26                |
| Ребекка, которая провела некоторое время нормальной жизни с малышкой Хоуп, оказывается в бегах, когда понимает, что Эстер обнаружила её местонахождение. Убежденный в том, что Винсент и Калеб будут сильными союзниками в его борьбе свергнуть Эстер, Клаус приводит план в действие, чтобы обернуть своих братьев против их матери. Между тем, Хейли озадачена, когда она с Джексоном наткнулись на древний ритуал, который освободил бы их оборотней из-под контроля Эстер, но потребует от неё огромную жертву. С другой стороны, Ребекка обеспокоена, когда замечает что-то не то с Элайджей. Наконец, Давина берет дело в свои руки, обратившись к темной магии, а Ками оказывается в центре опасного плана Эстер. |            |                                                             |                |                                          |                 |             |                     |
| 31 | 9          | «The Map of Moments» «Карта мгновений»                      | Лесли Либман   | Джули Плек и Маргарит МакИнтайр          | 8 декабря 2014  | 3J5209      | 1,41                |
| Когда Ребекка замечает необычное изменение в поведении Элайджи, она приглашает Клауса и Хейли встретиться с ней в её конспиративной квартире, где они воссоединяются с малышкой Хоуп. Калеб переживает воспоминания о том, как он чувствовал себя лишним, а затем открывает Давине свои обиды по отношению к братьям и сестре и проливает некоторый свет на заклинание, созданное им в 1914 году. Ками обнаруживает, что план Эстер подвергнет её жизнь опасности, и требует ответов от Винсента, который все еще непоколебим в своих убеждениях. Эстер заключает неожиданный союз, представляющий потенциальную опасность для Клауса, а Хейли принимает решение, которое может навсегда изменить её отношения с Элайджей. Наконец, в то время как Элайджа продолжает бороться с последствиями нахождения в плену, Ребекка и Клаус разрабатывают план, чтобы уничтожить свою мать раз и навсегда. |            |                                                             |                |                                          |                 |             |                     |
| 32 | 10         | «Gonna Set Your Flag on Fire» «Я сожгу ваши знамёна»        | Роб Харди      | Эшли Лайл и Барт Никерсон                | 19 января 2015  | 3J5210      | 1,52                |
| Клаус привозит Ками в дом, где скрывают Хоуп для её защиты от Финна, жаждущего смерти вампирам и тем кто их защищает. Элайджа продолжает терять контроль над своим разумом, и Ками решает его отвлечь.В это время вампиры и оборотни решили заключить союз, но Финн мешает их переговорам, заключает всех под одной крышей и усиливает голод вампиров, что не предвещает мира.Калеб и Давина пытаются разрушить барьер и со второй попытки у них получается вывести оборотней из заключения, но Клаус разочарованный поступком Калеба, оставляет его вместе с голодными вампирами. Ребекка застряла в проклятом доме, но она находит там нечто необычное, давно забытое и как ни странно родное, что давно было потеряно. А Джексон делает настоящее предложение Хейли. |            |                                                             |                |                                          |                 |             |                     |
| 33 | 11         | «Brotherhood of the Damned» «Братство проклятых»            | Сильвен Уайт   | Кайл Аррингтон и Дайан Адему-Джон        | 26 января 2015  | 3J5211      | 1,74                |
| Марсель с вампирами и Колом все еще взаперти. Он старается сдерживать их от голода, который их одолевает. Сам Марсель укушен оборотнем и начинает видеть видения из прошлого, которые говорят ему не сдаваться. Марсель вдохновляет всех вампиров сдерживаться, когда спадет барьер. Финн заключает своих братьев в охотничий кабинет, в место, куда ведьмы приводят своих жертв для тренировок. Для каждого из братьев он выбрал животное, которое его характеризует. Финн понимает, что Клаус что-то скрывает от него и стойко это защищает. Элайджа предпринимает попытку разрушить заклинание, которое их держит и признается в одном ужасном поступке. Клаус искренне прощает Элайджу за это. Оказывается, они не те животные и не те люди, которыми их считал Финн и заклятие рушится. Джексон повел Хейли к своей бабушке, которая должна провести предбрачную церемонию. Но Хейли узнает, что обряд подвергает опасности Хоуп. Она отказывается, но Джексон убеждает её в том, что будет всегда хранить её тайны. |            |                                                             |                |                                          |                 |             |                     |
| 34 | 12         | «Sanctuary» «Убежище»                                       | Мэтт Гастингс  | Деклан де Барра и Майкл Нардуччи         | 2 февраля 2015  | 3J5212      | 1,47                |
| Ребекка все еще в заточении. Она планирует сбежать, но на пути к свободе её ждут трудности. Найдя свою давно забытую старшую сестру Фрею, ей удается покинуть это место. Напоследок Фрея просит передать их братьям, что скоро она их навестит. Давина старается найти способ убить Клауса, в чем ей помогает Кол, пока Финн, похитив Джошуа, Марселя и еще нескольких его соратников-вампиров, пытается выпытать тайну семьи Майклсонов у Марселя. Клаус разыскивает Хейли в стае оборотней Джека. Джек рассказывает Хейли, что именно произошло с её родителями. По нахождении Хейли, у Клауса возникают с ней разногласия по поводу хранения секретов, касаемых их дочери Хоуп. На время нейтрализовав Хейли, он наведывается к Джеку, сказав тому, что пришел не для разговоров, а казнить Джека, но в процессе понимает, что тот преследует более благородные цели, чем Клаус ранее считал. Эйдан просит Давину помочь ему в поисках Джошуа. Найдя его, он, Давина и Кол пытаются освободить пленников Финна. К их общему сожалению, план проваливается и теперь, Кола ждет смерть от проклятья, наложенного Финном. Клаус встречает Ребекку в новом облике, а Финн понимает, что дочь Клауса Хоуп все ещё жива. |            |                                                             |                |                                          |                 |             |                     |
| 35 | 13         | «The Devil is Damned» «Дьявол обречён»                      | Лэнс Андерсон  | Кристофер Холлиер и Джули Плек           | 9 февраля 2015  | 3J5213      | 1,22                |
| Фрея наведывается к Финну. Благодаря её словам, Финн окончательно убеждается, что Хоуп жива. Они пытаются найти девочку и убить. Вскоре до Клауса доходит неприятное известие, что Марсель был схвачен Финном. Хейли, готовясь к свадьбе, обсуждает с Джексоном участие других кланов оборотней в ритуале. При его проведении на вожаков нападают вампиры, проклятые Финном. Используя свои способности, Финн силой заставляет Марселя принести кровь Хейли для выполнения заклинания поиска. Услышав рассказ Марселя о планах Финна, Хейли сообщает об этом Клаусу. Элайджа, вместе с Камиллой присматривая за Хоуп, страдает посттравматическим синдромом. Тем временем, Камилла, как психолог, пытается ему помочь. Кол приходит к своему брату за помощью от проклятья, но Клаус не доверяет ему. Происходит ссора. Кол решает помочь брату найти Финна, но тот, обхитрив их, приходит к дому Хоуп, но девочки и Камиллы там нет. Кол вместе с Ребеккой и Клаусом заставляют Финна отказаться от силы. Элайджа, используя смекалку, с трудом убивает брата. Кол примиряется с семьёй. |            |                                                             |                |                                          |                 |             |                     |
| 36 | 14         | «I Love You, Goodbye» «Люблю тебя, прощай»                  | Мэтт Гастингс  | Карина Эдли МакКензи и Майкл Нардуччи    | 16 февраля 2015 | 3J5214      | 1,44                |
| Камилла после инцидента в доме встречает Элайджу, и они с Хоуп возвращаются в Новый Орлеан. Фрея с помощью магии оживляет Финна. Кол помогает Давине завершить заклинание к клинку. Состоится свадьба Джека и Хейли, но это не будет счастливым моментом в их жизни, особенно, когда церемония состоится в доме Майклсонов. Ритуал срабатывает, и стая оборотней становится группой гибридов. Элайджа пытается убедить брата не совершить ошибку, которую он уже не в силах будет исправить. Проклятье Финна даёт о себе знать, Колу становится всё хуже. Он умирает, но семья и Давина обещают вернуть его. Фрея рассказывает Финну, что их тётя Далия уже идёт за Хоуп. |            |                                                             |                |                                          |                 |             |                     |
| 37 | 15         | «They All Asked for You» «Все они просили за тебя»          | Крис Грисмер   | Мишель Парадайз                          | 9 марта 2015    | 3J5215      | 1,40                |
| Фрея просит Финна увидится с их отцом. Майкл убеждается, что Фрея его дочь. Клаус предлагает стае оборотней Джека обосноваться в своем доме. Пытаясь найти Фрею и Финна, Клаус, находит последнего на кладбище, и только по счастливой случайности тело, принадлежащее ведьмаку Винсенту Гриффиту, который нужен ковену, удается спасти. Ребекку в теле ведьмы преследуют неизвестные, но Марсель выручает её, догадавшись, кто она. В надежде отыскать причину преследования, Элайджа идет к главной ведьме Жозефине, к которой даже древнему вампиру придется найти подход. Марсель же тем временем приглашает в дом человека, желающего убить его возлюбленную, наивно полагая, что тот сможет помочь пролить свет на происхождение нового тела Ребекки. Клаус использует Эйдана, чтобы пошатнуть власть Джека, как вожака стаи. У Хейли возникают разногласия с отцом её ребёнка. Между Джией и Элайджей возникают чувства. Фрея предлагает своим братьям объединиться против общего врага, говоря, что способна завоевать их доверие. Ева Синклер, в чьём теле находится Ребекка, возвращает контроль над телом себе.                                                                                            |            |                                                             |                |                                          |                 |             |                     |
| 38 | 16         | «Save My Soul» «Спаси мою душу»                             | Келли Сайрус   | Майкл Руссо                              | 16 марта 2015   | 3J5216      | 1,25                |
| Клаус решил рассмотреть предложение Фреи. Она рассказывает ему свою историю с Далией. У Ребекки появились проблемы с ковеном ведьм. С каждым часом ей всё хуже. Она и Элайджа рассчитывают на помощь Фреи, но Клаус не доверяет своей старшей сестре. Винсент понемногу приходит в себя. Камилла, по просьбе Марселя пытаясь получить информацию о Еве Синклер, узнает, что Винсент был мужем этой ведьмы. Ева получает всё больший контроль над телом, забирая детей, в числе которых оказывается и Давина. У Джека появляются некоторые разногласия с Эйданом. Хейли пытается поговорить с Клаусом, чтобы тот перестал указывать Джеку, но он отвечает, что может положиться только на себя. |            |                                                             |                |                                          |                 |             |                     |
| 39 | 17         | «Exquisite Corpse» «Изысканный труп»                        | Джесси Уорн    | Эшли Лайл и Барт Никерсон                | 6 апреля 2015   | 3J5217      | 1,12                |
| Зрителю показывают противостояние Евы и Ребекки. Колдунья пытается забрать Хоуп, но Хейли и Клаусу удается её остановить. Марсель старается заключить Еву. В попытках найти её он просит помощи у Винсента, но тот решил играть по-своему. Хейли с Элайджей и Джией стремятся уговорить Жозефину дать им ещё время. Ведьма отказывается сотрудничать, но предупреждает, что Хейли и её семье грозит опасность. Клаус с помощью Фреи и матери пытается переместить их младшую сестру в изначальное тело, но Эстер норовит настроить Своего сына против дочери. Фрея для спасения Ребекки вынуждена использовать «якорь», на что соглашается Элайджа. Винсент и Марсель отправляются в чертоги разума Евы для спасения Ребекки. С большим трудом, но у них получается. Дети, пленённые Евой, теперь свободны. Фрея планирует стравить Клауса с его семьей. |            |                                                             |                |                                          |                 |             |                     |
| 40 | 18         | «Night Has A Thousand Eyes» «В ночи скрываются тысячи глаз» | Джесси Уорн    | Эшли Лайл и Барт Никерсон                | 13 апреля 2015  | 3J5218      | 1,01                |
| Далия пришла, намереваясь забрать дочь Клауса и Хейли себе. Пока все заняты созданием «убежища» от магии, где Хоуп будет вне досягаемости своей тётушки, Клаус пытается с помощью Давины и Майкла отыскать способ уничтожить Далию. Джек тем временем предлагает жене скрыться вместе с её дочерью от злой ведьмы. План не срабатывает, так как Эйдан не решается приехать за Джеком, их находит Марсель и уводит в «убежище». В ходе разговора с отцом Клаус узнает, как убить Далию. По просьбе Элайджи Жозефина создают место, лишающее ведьм их магических способностей. Ребекка узнаёт, как Далия нашла их. Клаус и Майкл, пытаясь в одиночку сразить Далию, попадают в её ловушку, она забирает у них Нож, единственное оружие, способное убить Далию. Клаусу, чтобы добыть ресурс для создания оружия против ведьмы, приходится убить Майкла. Далия предупреждает ведьм не идти против неё. |            |                                                             |                |                                          |                 |             |                     |
| 41 | 19         | «When the Levee Breaks» «И падут преграды»                  | Бетани Руни    | Маргарит МакИнтайр                       | 20 апреля 2015  | 3J5219      | 1,30                |
| Фрея отдалилась от семьи после убийства отца. Она пытается направить их против Клауса, на что тот добровольно даёт причины. Далия требует до завтрашней полуночи передать Хоуп, но у неё получается выследить последнюю самой. У Клауса имеется план, который он, по своей недоверчивости, никому не раскрывает. Джек настаивает на побеге. Хейли с помощью Давины, Джошуа и Эйдана старается оградить магию Хоуп от Далии. Эйдан пытается признаться Джеку, что он был «двойным агентом», а затем сбежать вместе с Джошуа, но его убивает ведьма для стравливания Элайджи с Клаусом. С помощью кинжала Давины, брат усыпляет Ника. Фрея возвращается в семью, которая находит прах своего отца, а Хейли с Джеком и Хоуп, недоступной Далии, уходят на болота. |            |                                                             |                |                                          |                 |             |                     |
| 42 | 20         | «City Beneath The Sea» «Город на морском дне»               | Лесли Либман   | Карина Эдли МакКензи и Чарли Шарбонно    | 27 апреля 2015  | 3J5220      | 1,20                |
| Далия, показывая Клаусу свою историю, хочет уговорить его встать на её сторону, говоря, что только она способна помочь Хоуп научиться контролировать магию. Марсель желает помочь Ребекке избавиться от ее связи с Евой, заставляя Винсента сделать для этого заклинание. Ведьмак уговаривает Давину стать новым регентом девяти кланов ведьм. Джош, скучая по Эйдану, считает, что ему лучше уйти из города. Элайжда пытается не дать Фрее использовать свою племянницу в качестве приманки Далии, для этого он просит Камиллу, Ребекку и Давину в качестве приманки создать нечто, имитирующее магию Хоуп. Используя Фрею, как сосуд, Элайжда делает ее наживкой для ведьмы, уповая на то, что план сработает. Хейли вместе со стаей хотят покинуть Новый Орлеан, но ведьма, устраивая грозу, не позволяет ей это сделать. Далия освобождает Клауса от магии кинжала. |            |                                                             |                |                                          |                 |             |                     |
| 43 | 21         | «Fire With Fire» «Клин клином»                              | Дэвид Стрейтон | Майкл Нардучии                           | 4 мая 2015      | 3J5221      | 1,14                |
| Ребекка избавляется от связи с восьмью ведьмами. Клаус объединяется со своей тётей, пообещавшей ему, что он сможет заботиться о дочери. Гибрид говорит Далии, что у него есть план, с помощью которого он сможет расправиться со своей семьей и забрать к себе дочь. Хейли с Джеком решают уйти из города в одиночку, но стая отказывается их бросать. Винсент и Давина уговаривают ведьм девяти кланов сделать её регентом ведьм. Марсель со своими вампирами прочесывают город в поисках Клауса, но тот сам находит его. Элайджа вместе с сёстрами пытается остановить Далию, заманив её в ловушку, но им мешает Клаус. План по убийству ведьмы рушится: Джия умирает, Ребекка вынуждена убить себя в теле Евы, стая Джека и Хейли вновь получает старое проклятье. По нахождении Хоуп, Клаус хитростью заставляет Далию связать их вместе. Ками, узнав от Клауса способ убийства его тётушки, рассказывает об этом Элайдже. |            |                                                             |                |                                          |                 |             |                     |
| 44 | 22         | «Ashes to Ashes» «Прах к праху»                             | Мэтт Гастингс  | Кристофер Холлер и Дайан Адему-Джон      | 11 мая 2015     | 3J5222      | 1,19                |
| Клаус связан с Далией и теперь, вонзив в себя кинжал, он усыпляет и тётушку. Пока остальные пытаются решить, как избавиться от ведьмы, кинжал начал разрушаться. Майклсоны уловкой заставляют нового регента ведьм оживить вместо Кола Эстер, мать первородных, чья кровь нужна для победы над Далией. Фрея находит кол из белого дуба в тайнике Клауса и пытается убить последнего, но ей это не удается. Элайджа сообщает брату, что если они сумеют одолеть тётушку, он больше не будет на стороне Клауса. Нику, Бекке и Элайдже, которым помогают Фрея и Эстер, наконец удаётся победить Далию, которая нашла в себе силы простить ту, которая разбила ей сердце. Фрею принимают в семью. |            |                                                             |                |                                          |                 |             |                     |

### Сезон 3 (2015–16)
| № общий | № в сезоне | Название                                                                     | Режиссёр            | Автор сценария                          | Дата премьеры   | Произв. код | Зрители в США (млн) |
| --- | ---------- | ---------------------------------------------------------------------------- | ------------------- | --------------------------------------- | --------------- | ----------- | ------------------- |
| 45 | 1          | «For the Next Millennium» «Всё следующее тысячелетие»                        | Лэнс Андерсон       | Майкл Нардуччи                          | 8 октября 2015  | 3J5601      | 0,89                |
| В серии описываются первые шаги первородной семьи Майклсонов и те, кого они первыми обратили. Также рассказывается о событиях после второго сезона: Марсель вернул себе город, Хейли со стаей, на которую ведётся охота, так и не избавились от проклятья, Ребекка ушла, её сестра Фрея стала, наконец, той родственницей, кому Клаус и Элайджа теперь доверяют, хотя сами братья в ссоре после недавних событий. Давина, став регентом девяти кланов, готова на всё для отмщения семье первородных и тем, кто их поддерживает. В городе совершаются странные убийства, которые происходят по вине первых новообращенных вампиров, пришедших в Новый Орлеан из-за пророчества, способного погубить Майклсонов. |            |                                                                              |                     |                                         |                 |             |                     |
| 46 | 2          | «You Hung the Moon» «Ты остановила Луну»                                     | Джеффри Хант        | Карина Маккензи                         | 15 октября 2015 | 3J5602      | 1,12                |
| В то время, как Камилла подозревает старого друга Клауса, Люсьена Касла, в недавних убийствах, её саму проверяет инспектор, считая, что она скрывает нечто важное. Пока Элайджа и Джек ищут Хейли, Давина просит её об убийстве ведьмы в обмен на снятие проклятья оборотня. Колдун одного из кланов Давины обещает ей разобраться в произошедшем. Люсьен рассказывает Элайдже о войне между вампирами, из-за чего семья Майклсонов и падёт. Клаус соглашается отдать дочь Хейли, которая переезжает в дом по соседству. Тристан, ещё один первообращённый, направляется в Новый Орлеан. Фрея рассказывает подробности предсказания.                                                                           |            |                                                                              |                     |                                         |                 |             |                     |
| 47 | 3          | «I'll See You in Hell or New Orleans» «До встречи в аду или в Новом Орлеане» | Майкл Гроссман      | Деклан де Барра и Мишель Пэрадайз       | 22 октября 2015 | 3J5603      | 0,95                |
| Братья Майклсоны, всё ещё не ладя, пытаются выяснить, зачем первообращенные направились в Новый Орлеан. Помимо старых вампиров в город прибывает самая мощная и древняя вампирская организация (Стрикс) во главе с Тристаном, который имеет виды на Марселя. Аврора, сестра Тристана, также направляется в Новый Орлеан. Элайджа, сир Стрикс и Тристана, узнаёт от него о существовании некого предмета, способного отнять жизнь первородного. Люсьен рассказывает Камилле свою историю, как он стал таким и как первородные научились управлять своими силами. Клаус даёт клятву, что не станет братоубийцей.                                                                                                 |            |                                                                              |                     |                                         |                 |             |                     |
| 48 | 4          | «A Walk on the Wild Side» «По лезвию бритвы»                                 | Мэтт Гастингс       | Эшли Лайл и Барт Никерсон               | 29 октября 2015 | 3J5604      | 1,07                |
| Тристан приглашает Элайджу, с которым увязывается Хейли, на маскарад, где Марсель попытается пройти обряд посвящения в ряды Стрикс, и, используя хитрость, ему это удаётся. Клаус и его сестра помогает Люсьену в поисках провидицы, похищенной людьми Тристана. Но, по нахождении её, Фрея узнаёт, Алексис не стремиться уходить, ибо не видит причин помогать обречённым на смерть Люсьену и Майклсонам. Её отравляют, и все первообращённые винят друг друга. Аврора приходит в Новый Орлеан. |            |                                                                              |                     |                                         |                 |             |                     |
| 49 | 5          | «The Axeman's Letter» «Письмо от Дровосека»                                  | Майкл Алловиц       | Майкл Руссо и Дайан Адему-Джон          | 5 ноября 2015   | 3J5605      | 0,97                |
| Аврора, сиром которой является Ребекка, хочет поговорить с Клаусом, любимым ей, и ради этого идёт на любые жертвы. Тристан что-то скрывает, и Элайджа просит Марселя, как члена Стрикс, узнать, что. Они понимают, первообращённые были заодно с самого начала. Камилла с Винсентом продолжает следить за Люсьеном, но вскоре сама оказывается арестованной. Давина снимает проклятье волка со стаи полумесяца. Элайджа рассказывает Клаусу о своём древнем предательстве, но тот его останавливает, говоря, что сейчас не подходящее время для подобных разговоров. Но, узнав тайну, братья пришли в ярость друг на друга.                                                                                    |            |                                                                              |                     |                                         |                 |             |                     |
| 50 | 6          | «Beautiful Mistake» «Прекрасная ошибка»                                      | Стивен ДеПол        | Кристофер Холлер и Кайл Аррингтон       | 12 ноября 2015  | 3J5606      | 0,98                |
| Братья Майклсоны решают позабыть о разногласиях в битве с первообращёнными. Элайджа узнаёт о планах Стрикс на Давину Клэр от Шен Мина, опасного старого вампира, который пытался убрать Хейли с дороги. Люсьен использует Ками и полицейского для поиска сиратуры, артефакта, создающего непреодолимый барьер. Клаус хочет узнать от Авроры, которая рассказывает о причинах её ненависти к Майклсонам, на чьей та стороне. Стрикс находят Ребекку и силой возвращают её в Новый Орлеан, но люди Авроры решают сами довести дело до конца. |            |                                                                              |                     |                                         |                 |             |                     |
| 51 | 7          | «Out of the Easy» «Прочь из Нового Орлеана»                                  | Бетани Руни         | Бо ДеМайо и Мишель Парадайз             | 19 ноября 2015  | 3J5607      | 0,80                |
| Фрея пытается отыскать сестру, но сделать это оказывается не так-то просто, учитывая местоположение Ребекки. Марсель, считая, что Давина оказалась между молотом и наковальней, решает пойти на всё ради спасения последней. Элайджа и Клаус приглашают на День благодарения первообращённых с целью расколоть их союз, но у Авроры с Тристаном есть козырь в рукаве. Камилла по вине Люсьена оказывается втянута в эти разборки. Пророчество начинает сбываться. |            |                                                                              |                     |                                         |                 |             |                     |
| 52 | 8          | «The Other Goes to New Orleans» «Ещё одна из Нового Орлеана»                 | Келли Сайрус        | Майкл Руссо и Майкл Нардуччи            | 3 декабря 2015  | 3J5608      | 1,17                |
| Аврора использует Ками для давления на любимого, но тот говорит, что ненавидит её больше всего на свете, и таким образом Клаусу удаётся узнать широту местоположения своей пропавшей сестры. Элайджа и Хейли пытаются выведать у Тристана его часть координат Ребекки. Проникнув в голову к своему первообращённому, Элайджа сумел добыть информацию, необходимую для нахождения сестры. Стрикс заставляют Марселя, подозреваемого в причастности к изгнанию Давины из ковена, забрать их главу и сира, но ему, сохранив доверие Стрикс, удается не предать и первородных. В ходе этих событий проклятый кол остаётся у Майклсонов.                                                                            |            |                                                                              |                     |                                         |                 |             |                     |
| 53 | 9          | «Savior» «Спаситель»                                                         | Мэтт Гастингс       | Карина Маккензи и Дайан Адему-Джон      | 10 декабря 2015 | 3J5609      | 0,97                |
| Элайджа спас Ребекку, но теперь появилась новая проблема, из-за которой он вынужден сам заколоть младшую сестру, выполнив часть пророчества. Тристан хочет назначить нового регента девяти ковенов, лояльного к Стрикс, найдя подход к Винсенту. На Фрею напали люди Тристана, и, несмотря на то, что Джеку удалось спасти её, нападавшим всё же удалось похитить сиратуру и отравить ведьму. Клаус и Камилла испытывают друг к другу чувства, но их любви не суждено было длиться долго. |            |                                                                              |                     |                                         |                 |             |                     |
| 54 | 10         | «A Ghost Along the Mississippi» «Призрак на Миссисипи»                       | Майкл Гроссман      | Деклан де Барра                         | 29 января 2016  | 3J5610      | 0,95                |
| Ками по вине Авроры вынуждена решить для себя: примет она судьбу вампира или нет. Тристан, шантажируя Винсента, активирует сиратуру. Стрикс берут в плен Джека и Хейли. Убив оборотня и угрожая гибриду, их лидер требует встречи с Майклсонами. Используя уловку, первородные получают преимущество над Тристаном. Пока первородные производили сделку, Люсьену удалось высвободить Аврору. Первообращённый Элайджи оказался пойман сиратурой и погружён на дно океана. |            |                                                                              |                     |                                         |                 |             |                     |
| 55 | 11         | «Wild at Heart» «Дикая сердцем»                                              | Джон Хайамс         | Эшли Лайл и Барт Никерсон               | 5 февраля 2016  | 3J5311      | 0,92                |
| Айа ясно дала понять, чего она ожидает от своих соратников. Она предлагает своему сиру объединить усилия для предотвращения предсказания, но при этом не выкладывает все карты на стол. Давину презирают ее же ведьмы, но она не оставляет попытки вернуть Кола в мир живых. Ками старается научиться жить той, кем она стала. Оказывается, оружие, способное убить первородного, с самого начала было под носом у Майклсонов, но теперь его забрал «психотерапевт Клауса». |            |                                                                              |                     |                                         |                 |             |                     |
| 56 | 12         | «Dead Angels» «Мёртвые ангелы»                                               | Даррен Жене         | Кайл Аррингтон и Майкл Нардуччи         | 12 февраля 2016 | 3J5312      | 0,80                |
| Давина вступает в ковен Стрик и узнает тайну первородных. Ками благодаря Винсенту шантажирует Майклсонов с помощью белого дуба, чтобы те вернули вещи ее семьи, но все идет не по ее плану. Айа сообщает Марселю, что у нее есть план, как спастись от Пророчества. Элайджа, отвлекая Стрикс, устраивает соревнование за право быть лидером организации. Марсель, помогающий ему в этом, хитростью заполучает место лидера Стрикс. |            |                                                                              |                     |                                         |                 |             |                     |
| 57 | 13         | «Heart Shaped Box» «Шкатулка в форме сердца»                                 | Крис Грисмер        | Мишель Парадайз и Кристофер Холлер      | 19 февраля 2016 | 3J5313      | 0,87                |
| Преисполненная решимости сделать свой финальный ход против Майклоснов, Аврора использует Фрейю как приманку, чтобы заманить Никлауса и Элайджу в ловушку. Тем временем, ковен ведьм выполняет мощное заклинание, которое может спасти жизнь их близких друзей, но чтобы завершить его, Давине нужно вызвать Кола, единственного, кто знает ключевой компонент заклинания. В другом месте Хейли придётся принести в жертву самое дорогое. |            |                                                                              |                     |                                         |                 |             |                     |
| 58 | 14         | «A Streetcar Named Desire» «Трамвай «Желание»»                               | Мэтт Гастингс       | Бо ДеМайо и Дайан Адему-Джон            | 26 февраля 2016 | 3J5314      | 1,07                |
| Грозное пророчество готово исполниться, так как Никлаус и Элайджа ничего не могут сделать, находясь внутри магической ловушки, тогда как Айя и шабаша ведьм Стрикс продвигаются вперёд в своём заклинании. Тем временем, Фрейя делает всё, чтобы вернуть братьев, и зовёт на помощь Марселя, Хэйли и Стефана Сальваторе, старого друга Никлауса, приезд которого может стать ключом к спасению Майклсонов. В другом месте Давина делает ещё один шаг на своём пути воссоединения с Колом. |            |                                                                              |                     |                                         |                 |             |                     |
| 59 | 15         | «An Old Friend Calls» «Визит старого друга»                                  | Джеффри Хант        | Карина Маккензи и Майкл Руссо           | 4 марта 2016    | 3J5315      | 0,88                |
| Старый вампир по имени Кортес прибыл в Новый Орлеан, чтобы свести старые счёты с Никлаусом. Однако когда он начинает угрожать обычным жителям города, Винсент вынужден перейти на сторону Никлауса и помочь ему. Тем временем, Марсель обращается за помощью к Давине после того, как несколько членов Стрикс пропали без вести, а в другом месте Элайджа противостоит Хэйли, узнав, что она собирается мстить за смерть Джексона. |            |                                                                              |                     |                                         |                 |             |                     |
| 60 | 16         | «Alone with Everybody» «Наедине со всеми»                                    | Ханель М. Кулпеппер | Эшли Лайл и Барт Никерсон               | 1 апреля 2016   | 3J5316      | 0,93                |
| Слухи об оставшейся пуле из Белого Дуба распространяются всё дальше, и опасные враги прибывают в Новый Орлеан, чтобы расправиться с Никлаусом раз и навсегда. В свете этой угрозы Элайджа призывает брата и сестру спрятаться, тогда как Марсель, Винсент и Джошуа встречаются с таинственной вампиршей по имени София, у которой могут быть ответы на их вопросы. Тем временем, Кол встречается лицом к лицу со своим братом Финном, который был виновен в его смерти. |            |                                                                              |                     |                                         |                 |             |                     |
| 61 | 17         | «Behind the Black Horizon» «За чёрным горизонтом»                            | Джозеф Морган       | Деклан де Барра и Дайан Адему-Джон      | 8 апреля 2016   | 3J5317      | 0,89                |
| Узнав, что Фрейя была похищена и ей угрожают, Майклсоны вынуждены отложить в сторону разногласия между собой и попытаться спасти её. Поиски приводят их к Мистик Фоллз, где Элайджа и Финн встречают Мэтта Донована, принимающего новых вампиров в этом городе. Тем временем, Клаус и Хэйли пытаются раскрыть одно из секретных посланий Люсьена, тогда как поступки Кола дают Давине надежду, что они и дальше будут вместе. |            |                                                                              |                     |                                         |                 |             |                     |
| 62 | 18         | «The Devil Comes Here and Sighs» «Со вздохом является дьявол»                | Джесс Уарн          | Кайл Аррингтон и Мишель Парадайз        | 15 апреля 2016  | 3J5318      | 0,86                |
| Пока жители Нового Орлеана празднуют ежегодный джазовый фестиваль, противники Майклсонов объединяются, чтобы захватить Никлауса. Пытаясь вернуть брата, Элайджа и Фрейя сталкиваются с мощной силой, которую они никогда не видели раньше. Тем временем, Хэйли и Кол приводят в действие собственный план, спасая Никлауса, тогда Давина вынуждена обратиться за помощью к Марселю и Винсенту. |            |                                                                              |                     |                                         |                 |             |                     |
| 63 | 19         | «No More Heartbreaks» «Не будет печали»                                      | Милисент Шелтон     | Селест Васкес и Майкл Нардуччи          | 29 апреля 2016  | 3J5319      | 0,93                |
| Жизнь Камиллы висит на волоске, и Никлаус вынужден обратиться к своей семье и союзникам, чтобы найти лекарство для неё. Пока Фрейя перебирает свой арсенал заклинаний, Винсент и Марсель посещают квартиру Камиллы, чтобы найти там важный компонент для лекарства. Тем временем, Хэйли и Элайджа отправляются в болота, в надежде, что потенциальный антидот может находится там, а в другом месте Давина противостоит Люсьену и узнаёт то, что навсегда изменит её будущее с Колом. |            |                                                                              |                     |                                         |                 |             |                     |
| 64 | 20         | «Where Nothing Stays Buried» «Ничто не остаётся погребённым»                 | Джон Хайамс         | Карина Маккензи и Кристофер Холлер      | 6 мая 2016      | 3J5320      | 0,83                |
| Никлаус, Элайджа и Фрейя ищут способ отомстить Люсьену, но их усилия оказываются направлены на решение другой проблемы после просьбы о помощи от Кола и Марселя. По настоянию Никлауса, этим должны заняться Элайджа и Фрейя, а сам Никлаус вместе с Хэйли продолжает поиски своего врага. Однако последующая разборка между Никлаусом и Люсьеном даёт начало череде событий, которые навсегда всё изменят. |            |                                                                              |                     |                                         |                 |             |                     |
| 65 | 21         | «Give 'Em Hell, Kid» «Задай им жару»                                         | Джеффри Хант        | Эшли Лайл и Барт Никерсон               | 13 мая 2016     | 3J5321      | 0,79                |
| Фрейя получает новое видение, в котором говорится о приближении пророчества о том, что её семья столкнётся с новым опасным врагом. Тем временем, с помощью детектива Кинни, Винсент и Кол противостоят ведьмам, пытаясь вернуть себе власть на городом, а другом месте Никлаус и Элайджа вступают в схватку с Марселем. |            |                                                                              |                     |                                         |                 |             |                     |
| 66 | 22         | «The Bloody Crown» «Корона в крови»                                          | Джон Хайамс         | Карина Эдли МакКензи и Кристофер Холлер | 20 мая 2016     | 3J5322      | 0,89                |
| После нескольких месяцев поисков семья Майклсонов, наконец, встретилась лицом к лицу с тем, кто может привести их всех к гибели. Теперь ставки высоки, как никогда, а Никлаус вынужден противостоять целой армии своих заклятых врагов. Тем временем, Марсель оказывается ошеломлён появлением персонажа из своего прошлого, а Элайджа, Фрейя и Кол лихорадочно ищут способ, чтобы спасти всех, пока не стало слишком поздно. |            |                                                                              |                     |                                         |                 |             |                     |

### Сезон 4 (2017)
| № общий | № в сезоне | Название                                                           | Режиссёр            | Автор сценария                     | Дата премьеры  | Произв. код | Зрители в США (млн) |
| ------- | ---------- | ------------------------------------------------------------------ | ------------------- | ---------------------------------- | -------------- | ----------- | ------------------- |
| 67      | 1          | «Собирайте убийц» «Gather up the Killers»                          | Лэнс Андерсон       | Майкл Нардуччи                     | 17 марта 2017  | 401         | 1,05                |
| 68      | 2          | «Никакой пощады» «No Quarter»                                      | Бетани Руни         | Талисия Рэггс и Мишель Парадайз    | 24 марта 2017  | 402         | 1,00                |
| 69      | 3          | «Призрак руин» «Haunter of Ruins»                                  | Джеффри Хант        | Карина Маккензи и Деклан де Барра  | 31 марта 2017  | 403         | 0,93                |
| 70      | 4          | «Хранители дома» «Keepers of the House»                            | Джозеф Морган       | Бо ДеМайо и Кристофер Холлер       | 7 апреля 2017  | 404         | 1,08                |
| 71      | 5          | «Я слышу твой стук» «I Hear You Knocking»                          | Крис Грисмер        | Кайл Аррингтон                     | 14 апреля 2017 | 405         | 0,87                |
| 72      | 6          | «Кобры в мешке» «Bag of Cobras»                                    | Джесс Уарн          | Мишель Парадайз                    | 28 апреля 2017 | 406         | 0,96                |
| 73      | 7          | «Половодье и дьявола отродье» «High Water and a Devil′s Daughter»  | Чарльз Майкл Дэвис  | Селест Васкес и Карина Маккензи    | 5 мая 2017     | 407         | 0,93                |
| 74      | 8          | «Вуду в моей крови» «Voodoo in My Blood»                           | Джон Хайамс         | Талисия Раггс и Кристофер Холлер   | 12 мая 2017    | 408         | 0,85                |
| 75      | 9          | «Королева Смерть» «Queen Death»                                    | Николь Рубио        | Бо ДеМайо                          | 19 мая 2017    | 409         | 0,84                |
| 76      | 10         | «Призрачный» «Phantomesque»                                        | Дэниел Гиллис       | К.C. Перри и Кайл Аррингтон        | 2 июня 2017    | 410         | 1,03                |
| 77      | 11         | «Этот дух никогда не сломить» «A Spirit Here That Won't Be Broken» | Ханель М. Кулпеппер | Карина Маккензи и Карина Маккензи  | 9 июня 2017    | 411         | 0,89                |
| 78      | 12         | «Дитя вуду» «Voodoo Child»                                         | Майкл Гроссман      | Мишель Парадайз и Кристофер Холлер | 16 июня 2017   | 412         | 1,01                |
| 79      | 13         | «Пиршество всех грешников» «The Feast of All Sinners»              | Бетани Руни         | Майкл Нардуччи                     | 23 июня 2017   | 413         | 0,80                |

### Сезон 5 (2018)
| № общий | № в сезоне | Название                                                                          | Режиссёр           | Автор сценария                                                  | Дата премьеры  | Произв. код | Зрители в США (млн) |
| --- | ---------- | --------------------------------------------------------------------------------- | ------------------ | --------------------------------------------------------------- | -------------- | ----------- | ------------------- |
| 80 | 1          | «Где ты оставил своё сердце» «Where You Left Your Heart»                          | Лэнс Андерсон      | Маргарит Макинтайр                                              | 18 апреля 2018 | T46.0001    | 0,97                |
| 81 | 2          | «Один неверный поворот на Бурбон» «One Wrong Turn on Bourbon»                     | Кэрол Бенкер       | Карина Адли МакКензи                                            | 25 апреля 2018 | T46.0002    | 1,03                |
| 82 | 3          | «Не оставляй меня» «Ne Me Quitte Pas»                                             | Джозеф Морган      | К. С. Перри и Мишель Парадайз                                   | 2 мая 2018     | T46.0003    | 0,90                |
| 83 | 4          | «Между дьяволом и глубоким синем морем» «Between the Devil and the Deep Blue Sea» | Майкл Гроссман     | Бо ДиМэйо и Кайл Аррингтон                                      | 9 мая 2018     | T46.0004    | 0,76                |
| 84 | 5          | «Не это ли разбило твоё сердце» «Don't It Just Break Your Heart»                  | Джеффри В. Бёрд    | История: Бьянка Сэмс, Джеффри Либер Телесценарий: Джеффри Либер | 16 мая 2018    | T46.10005   | 0,80                |
| 85 | 6          | «Что, у, меня, останется» «What, Will, I, Have, Left»                             | Чарльз Майкл Дэвис | Маргарит Макинтайр                                              | 30 мая 2018    | T46.10006   | 0,82                |
| Хоуп попадает в западню, где томиться её мать. Ценной своей жизни Хейли освобождает её. |            |                                                                                   |                    |                                                                 |                |             |                     |
| 86 | 7          | «Бог будет мутить воду» «God's Gonna Trouble the Water»                           | Карл Ситон         | Бьянка Сэмс и Джули Плек                                        | 6 июня 2018    | T46.10007   | 0,77                |
| 87 | 8          | «Доброта незнакомцев» «The Kindness of Strangers»                                 | Келли Сайрус       | Бо ДеМайо и Карина Маккензи                                     | 13 июня 2018   | T46.10008   | 0,86                |
| По мере того, как в Новом Орлеане назревают неотложные дела, братья и сестры Майклсоны вынуждены отложить свои разногласия и работать сообща, чтобы избежать «chambre de chasse». |            |                                                                                   |                    |                                                                 |                |             |                     |
| 88 | 9          | «Недолго нам любить» «We Have Not Long To Love»                                   | Бетани Руни        | К.С. Перри и Мишель Пэрадайз                                    | 20 июня 2018   | T46.10009   | 0,77                |
| Винсент, Марсель и Джош объединяются, чтобы очистить город. Восстание пуристских вампиров приводит сверхъестественные фракции к смертоносной схватке. Попытка Хоуп воссоединить семью оставляет последствия, с которыми нужно бороться. Фрея принимает решение, которое изменит её жизнь. |            |                                                                                   |                    |                                                                 |                |             |                     |
| 89 | 10         | «В исчезающем свете» «There in the Disappearing Light»                            | Дэниел Гиллис      | Ева МакКенна и Джеффри Либер                                    | 11 июля 2018   | T46.10010   | 0,77                |
| Когда обнаруживается, что Пустота использует магический тотем, чтобы подпитывать свою силу, Фрея заручается поддержкой Реббеки и Клауса, чтобы найти и уничтожить его. Ультиматум Пустоты ставит Кола в противоречие с его братьями и сестрами, в то время как неожиданное вмешательство вынуждает Марселя и Ребекку противостоять растущей между ними напряженности. А план Пустоты оставляет Хейли бороться за жизнь. |            |                                                                                   |                    |                                                                 |                |             |                     |
| 90 | 11         | «До самой смерти» «Til the Day I Die»                                             | Джофф Шотс         | Кайл Аррингтон и Маргарит Макинтайр                             | 18 июля 2018   | T46.0011    | 0,68                |
| Беспокойство Клауса о пугающем состоянии Хоуп достигает предела. Отчаявшись справиться с проблемой в одиночку, он обращается за помощью к ведьме Давине. Светлый день свадьбы Фреи и Килин омрачают новые проблемы. В это время Элайдже не дают покоя воспоминания о Хейли, а Деклан прознает о сверхъестественных тайнах городка. Ситуация заставляет Марселя изрядно понервничать.                                    |            |                                                                                   |                    |                                                                 |                |             |                     |
| 91 | 12         | «Притча о двух волках» «The Tale of Two Wolves»                                   | Руди Персико       | Карина Эдли Маккензи и Джули Плек                               | 25 июля 2018   | T46.0012    | 0,85                |
| Хоуп встречает на своем пути великое разочарование и большую трагедию, которые раз и навсегда изменят ее жизнь. Клаус отправляется в Мистик Фоллс с просьбой о помощи, обращенной к Кэролайн. Элайджа берет на себя заботу о Хоуп. С помощью детей Кэролайн Клаус переносит проклятие дочери в себя. |            |                                                                                   |                    |                                                                 |                |             |                     |
| 92 | 13         | «Когда в бой вступают святоши» «When the Saints Go Marching In»                   | Лэнс Андерсон      | Джеффри Либер и Джули Плек                                      | 1 августа 2018 | T46.10013   | 0,86                |
| Проклятие должно постепенно свести Клауса с ума и Элайджа делит его с ним, что бы тот находился в разуме. Клаус прощается с семьей и на рассвете Клаус и Элайджа убивают друг друга колом из белого дуба. |            |                                                                                   |                    |                                                                 |                |             |                     |